# Elza Kephart
Elza Kephart (* 27. Mai 1976 in Montreal, Kanada) ist eine kanadische Drehbuchautorin, Filmregisseurin und Filmproduzentin von Horrorfilmen.

## Leben und Leistungen
Kephart absolvierte 1998 ein Studium der Kommunikationswissenschaften am Emerson College in Boston mit einem Bachelor of Fine Arts (BFA), kehrte anschließend in ihre Heimatstadt Montreal zurück und gründete 2000 gemeinsam mit ihren Freundinnen Andrea Stark und Patricia Gomez die Produktionsgesellschaft Bastard Amber Productions, die sich seither vor allem auf Genreproduktionen konzentriert.
Ihr erstes Werk, die von ihr inszenierte Fernsehserie Naughty Soxxx, wurde speziell für CBCs kanadisches Fernsehprogramm Zed TV produziert, einer mittlerweile eingestellten Plattform, die das Internet als Einreichungsmedium nutzte, um Filmbeiträge in ihr Programm aufzunehmen. Die vierteilige Mini-Serie wurde im Frühjahr 2002 erstmals ausgestrahlt und lief anschließend auf kleineren Filmfestivals. Mit ihrem ersten abendfüllenden Spielfilm, Graveyard Alive, einer „Art Soap Opera im Zombiemilieu mit feministischem Einschlag“, gewann sie 2004 einen Preis für die beste Kameraführung beim Slamdance Film Festival.
Seitdem arbeitet sie als Regie- oder Produktionsassistentin, häufig auch bei US-Produktionen, um ihre Filmideen zu verwirklichen.

## Filmografie (Auswahl)
- 2002: Naughty Soxxx (Fernsehserie, Drehbuch, Regie, Produktion)
- 2003: Graveyard Alive
- 2006: Beyond the Pearly Gates of Ill-Repute
- 2013: Go in the Wilderness
- 2020: Slaxx